# Ayahuasca
 Der er for få eller ingen kildehenvisninger i denne artikel, hvilket er et problem. Du kan hjælpe ved at angive troværdige kilder til de påstande, som fremføres i artiklen.

Ayahuasca (også kaldet Yage) er en te, som bruges af shamaner i Sydamerika for at komme ind i en trance. Ayahuasca opfattes som et medicinsk bryg (en urtete), hvor en af grundkomponenterne kommer fra den psykoaktive plante Banisteriopsis caapi. Banisteriopsisplanten vokser hovedsageligt i Amazonas. Ayahuasca-teen indeholder også Shakropanga eller Shakronaplanten.
Den fremstillede drik er farmakologisk kompleks og bliver brugt i shamansk, etnomedicin, religiøs og i åndelig helbredende praksis. Etno-biologer har listet 200-300 forskellige planter, som bruges af Ayahuasca-shamaner i den specielle urtebryg.
Ayahuasca-teen indeholder det psykoaktive stof dimethyltryptamin (DMT).
Ayahuasca er forbudt i Danmark.